# Nordenflycht Patera
La Nordenflycht Patera è una struttura geologica della superficie di Venere.
All'interno del Nordenflycht Patera sono state identificate 29 piccole strutture vulcaniche: 25 scudi, 2 duomi e 2 coni.